# Relations entre la Corée du Nord et la France
Cet article traite des relations franco-nord-coréennes.
La Corée du Nord et la France n'entretiennent pas de relations diplomatiques mais elles disposent d'une délégation générale à Paris et d'un bureau de coopération à Pyongyang au sein de l’ambassade allemande. 
Cette situation est une conséquence de la faiblesse des relations bilatérales entre les deux pays.

## Des relations bilatérales encore peu développées

### Échanges économiques
Les échanges commerciaux bilatéraux sont peu développés : en 2005, les importations françaises en provenance de la Corée du Nord s'élevaient à 24 millions d'euros, et les exportations françaises vers la Corée du Nord à 6 millions d'euros, soit un volume total d'échanges commerciaux de 30 millions d'euros, représentant 1 % du commerce extérieur nord-coréen. Le volume de commerce bilatéral a nettement baissé et s'établissait en 2014 à un peu plus de 6 millions d'euros.
Le groupe Lafarge était la seule entreprise française implantée en Corée du Nord, via le groupe Orascom Cement racheté en 2007. Le groupe Orascom Cement possédait 36 % des parts d'une entreprise locale de production de ciment, Sangwon Cement Company,.
Lafarge a revendu ses parts en août 2017.
Le bon niveau de formation des salariés nord-coréens représente un atout, mais les investissements français restent moins importants que ceux de ses voisins allemands et britanniques.

### Expatriés
Des Français sont présents en Corée du Nord pour des motifs économiques, ou dans le cadre d'opérations de coopération publiques ou privées : depuis janvier 2006, un professeur de français enseigne à l'université des langues étrangères de Pyongyang, à l'université Kim Il-sung et au lycée des langues étrangères de Pyongyang ; deux ONG françaises, Première Urgence et Triangle Génération humanitaire, mènent des projets d'aide humanitaire.
Depuis 2012, la France accueille une dizaine d'étudiants nord-coréens en architecture , ainsi que les diplomates — et leurs familles — de la délégation générale de la république populaire démocratique de Corée auprès de l'UNESCO. [réf. souhaitée] D'autres pays européens que la France, l'Allemagne, l'Italie et l'Autriche, accueillent également des étudiants nord-coréens en architecture.

### Enlèvements
Selon plusieurs témoignages, trois Françaises ont été enlevées par les services de renseignements nord-coréens et retenues dans ce pays vers la fin des années 1970. Plusieurs témoignages font également état d'enlèvements, par la Corée du Nord, de femmes de diverses nationalités dans plusieurs pays, notamment en France.

### Apprentissage des langues
Le français a longtemps été l'une des principales langues d'enseignement étrangères en Corée du Nord, compte tenu notamment des liens entretenus par la république populaire démocratique de Corée avec certains États francophones comme l'Algérie et la Guinée. La promotion plus récente de l'anglais en Corée du Nord s'est largement opérée au détriment du français.
Le choix de la France de ne pas établir de relations diplomatiques participe également au recul de l'enseignement du français en Corée du Nord : il en résulte notamment l'absence de représentation de l'Alliance française en république populaire démocratique de Corée, palliée en partie par l'installation d'un lecteur français à Pyongyang depuis janvier 2006. Avant cela, l'enseignement du français était assuré exclusivement par la Suisse. À la suite de la visite de Jack Lang du 9 au 13 novembre 2009, chargé de faire un rapport sur les possibles relations diplomatiques entre Paris et Pyongyang, la France a pris la décision d'améliorer sa visibilité culturelle avec l'implantation d'une Alliance française et un centre culturel en Corée du Nord. Le gouvernement français a ensuite rapidement renoncé à ce projet.
Quant à l'enseignement du coréen en France (exclusivement en cycle post-baccalauréat avant 2011, date à laquelle il est apparu au lycée Magendie à Bordeaux), il est moins développé que celui du japonais et du chinois. Les manuels de coréen disponibles en France se basent sur le coréen standard utilisé à Séoul et en Corée du Sud, les différences avec le coréen en usage au nord étant minimes.

## Des possibilités d'ouverture de relations diplomatiques non concrétisées

### Soutien de la France à la Corée du Sud dans le contexte bipolaire de la guerre froide
L’ambassade de France en république de Corée est ouverte en 1949. L'ambassadeur en poste depuis mars 1950 est fait prisonnier en juillet 1950 un mois après le début de Guerre de Corée. Il est retenu en RPDC jusqu'en mai 1953. Cet évènement inédit contribue à expliquer la réticence française à établir des relations diplomatiques officielles avec la RPDC. Lorsque revient un ambassadeur de France à Séoul en 1954, présence qui n’a plus été interrompue depuis, les relations diplomatiques franco-coréennes n’ont été effectives que durant une vingtaine d’années. La France a participé, aux côtés des États-Unis, à la guerre de Corée : il en résulte que les associations d'amitié franco-coréennes, composées notamment des anciens combattants du bataillon français de Corée, marquées par un fort anticommunisme, ont contribué à l'établissement de relations privilégiées avec la Corée du Sud. Au demeurant, dans le contexte de la guerre froide, l'établissement de relations diplomatiques avec l'une ou l'autre Corée reflétait la bipartition du monde. Parmi les États occidentaux, seuls quelques pays neutres — comme la Suède — avaient établi des relations diplomatiques avec les deux États coréens aspirant chacun à représenter l'ensemble de la péninsule.

### Des échanges cependant accrus dès les années 1960
Toutefois, les succès économiques de la Corée du Nord dans les années 1960 et 1970, ainsi que la politique d'indépendance du président Kim Il-sung vis-à-vis de l'URSS (la Corée du Nord n'a pas abrité de troupes soviétiques après 1948 et n'a pas adhéré au COMECON), ont alors valu à la Corée du Nord de jouir en Occident d'une meilleure image que d'autres démocraties populaires.
C'est dans ce contexte qu'a été fondée par Jean Suret-Canale, en 1969, l'Association d'amitié franco-coréenne (AAFC), à l'initiative notamment d'élus de différentes sensibilités politiques (communistes, gaullistes, socialistes).
En 1968, la Corée du Nord établissait un bureau commercial en France (devenu en 1984 une délégation générale), permettant depuis cette date des échanges diplomatiques entre les deux pays.
Le 15 février 1981, François Mitterrand, alors candidat à l'élection présidentielle, a effectué une visite en Corée du Nord, en compagnie de Lionel Jospin, Gaston Defferre et Jean-Marie Cambacérès, alors respectivement premier secrétaire du Parti socialiste, président du groupe socialiste de l'Assemblée nationale et responsable national des affaires asiatiques du Parti socialiste. Ils sont alors reçus par le président Kim Il-sung. Selon le quotidien Le Monde , François Mitterrand a retiré de cette rencontre l'impression qu'il y a entre Pékin et Pyongyang un « rapprochement évident sans qu'il y ait rupture avec l'URSS » de la part de la Corée du Nord. François Mitterrand a décrit le président Kim Il-sung comme un homme « ayant beaucoup de bon sens, beaucoup de réalisme » (ibid.). Toutefois, contrairement aux engagements du candidat, la France ne franchit alors pas le pas des relations diplomatiques : selon Jacques Attali dans Verbatim, cette décision serait imputable aux conseillers de l'ancien président socialiste qui l'auraient dissuadé. L'établissement d'une assez forte ambassade de l'UNESCO à Paris peut néanmoins être perçu comme un palliatif de l'absence de relations diplomatiques : aujourd'hui encore, le délégué général de la république populaire démocratique de Corée en France a rang d'ambassadeur (auprès de l'UNESCO). Les fonctions d'ambassadeur auprès de l'UNESCO et de délégué général auprès de la République française sont actuellement exercées par S.E Son Mu Sin.

### Après guerre froide
La fin de la guerre froide, et l'entrée simultanée des deux Corée à l'ONU en 1991, change la donne : la quasi-totalité des États du monde reconnaissent l'un et l'autre États coréens. Des contacts sont pris entre la Corée du Nord et les principaux États occidentaux en vue de l'établissement de relations diplomatiques.
Toutefois, en 2000, alors que la France présidait cette année-là l'Union européenne, le président Jacques Chirac et le Premier ministre Lionel Jospin ont réagi vivement à la décision de plusieurs de ses partenaires européens (dont l'Allemagne et le Royaume-Uni) d'annoncer unilatéralement l'établissement de relations diplomatiques avec la Corée du Nord, alors même que la France avait affirmé sa communauté de vues avec Séoul au lendemain de la déclaration Nord-Sud du 15 juin 2000. La France maintient sa décision de ne pas entretenir de relations diplomatiques avec la Corée du Nord.

### Enjeux actuels

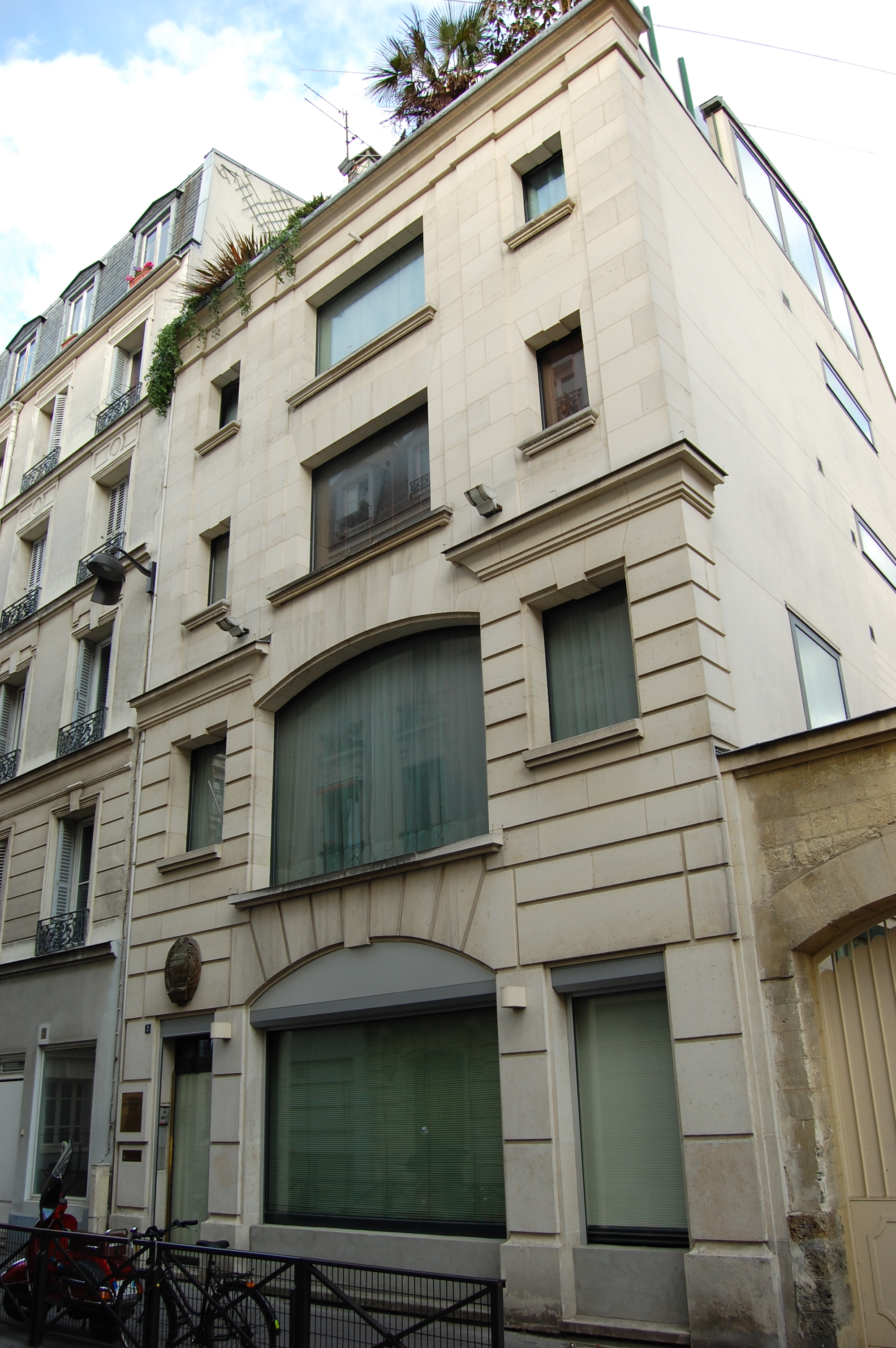
Délégation générale de la république populaire démocratique de Corée en France.

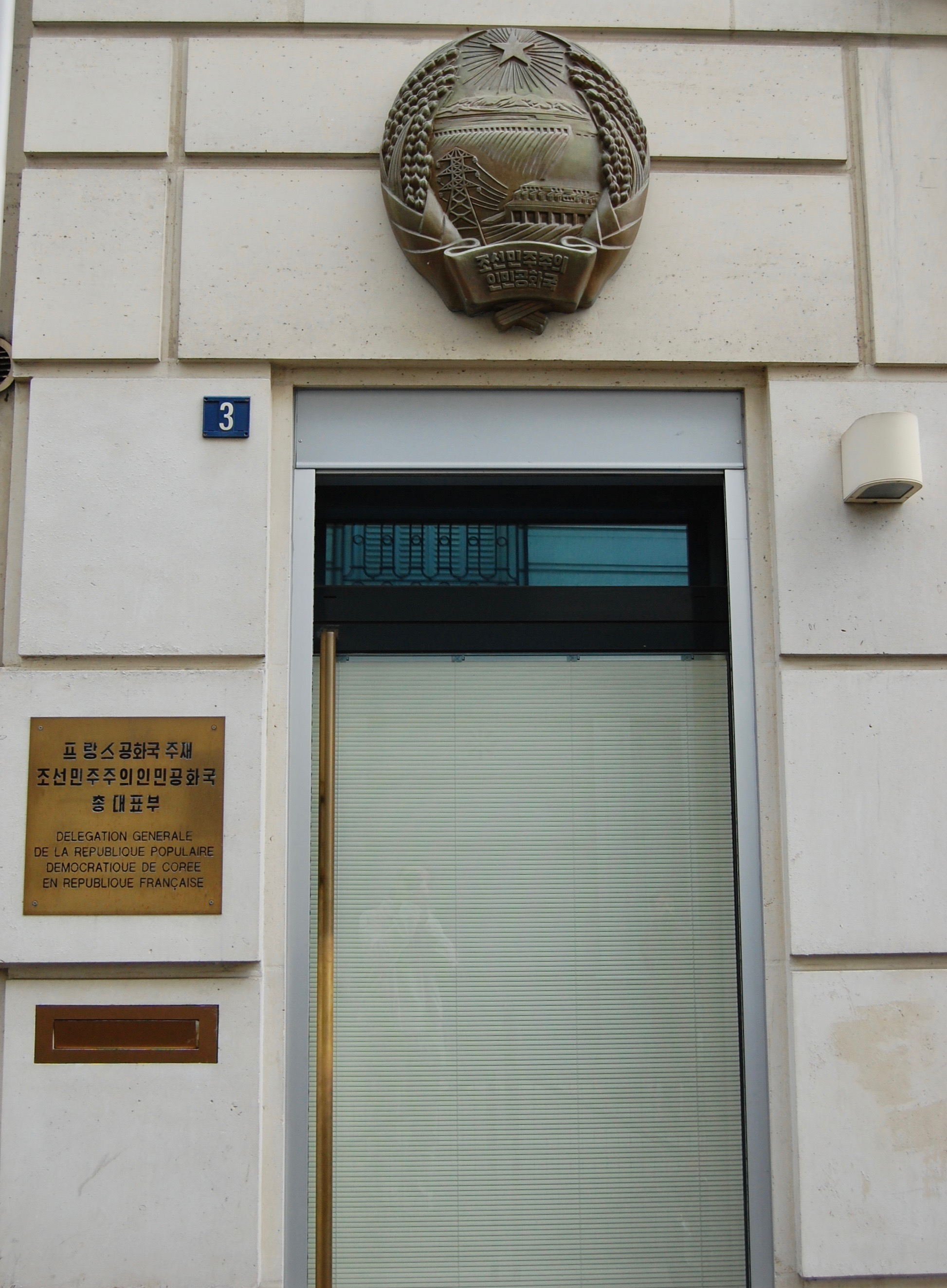
Délégation générale de la république populaire démocratique de Corée en France.

La délégation générale de Corée du Nord en France se trouve 3 rue Asseline à Paris, dans le 14e arrondissement.

#### Arguments diplomatiques officiels
Officiellement, la France met trois conditions à l'établissement de relations diplomatiques :
- la poursuite du rapprochement inter-coréen ;
- l'abandon par la Corée du Nord de son programme nucléaire, alors que les négociations sur la question nucléaire en Corée se poursuivent ;
- l'amélioration de la situation des droits de l'homme.

La position de la France n'est pas totalement isolée : Israël, le Japon, et les États-Unis ont aussi choisi de ne pas entretenir de relations diplomatiques avec Pyongyang. La France et l'Estonie sont les deux seuls pays européens à ne pas avoir de relations diplomatiques officielles avec la Corée du Nord.

#### Deux facteurs d'évolution: le niveau de décision politique et les relations avec Séoul
Des délégations de diplomates français se rendent régulièrement à Pyongyang, mais elles se situent à un niveau bien inférieur à celles des États-Unis : l'ancienne secrétaire d'État américaine Madeleine Albright a ainsi été accueillie à Pyongyang. La France et la Corée du Nord ont par ailleurs accueilli des délégations parlementaires de l'un et l'autre pays.
Le principal facteur d'évolution de la position diplomatique française vis-à-vis de Pyongyang tient donc aux choix personnels successifs des plus hautes autorités françaises (président de la République, Premier ministre), mais aussi à un facteur externe : la qualité des relations bilatérales avec la Corée du Sud.[réf. nécessaire]

#### Position française dans les négociations sur le nucléaire nord-coréen
La France déclare soutenir le processus de négociations à six (la Corée du Nord, la Corée du Sud, les États-Unis, la Chine, la Russie et le Japon) tendant à la dénucléarisation de la péninsule coréenne. Dans le cadre de ces discussions, la France s'est réjouie de l'accord signé à Pékin le 13 février 2007 qui prévoit, en contrepartie de l'arrêt des activités du réacteur nucléaire de Yongbyon, une aide économique et énergétique à la Corée du Nord.
Cependant, alors que l'accord prévoit l'ouverture de discussions en vue de la normalisation des relations diplomatiques entre les États-Unis et la Corée du Nord d'une part, le Japon et la Corée du Nord d'autre part, il ne dit rien sur l'ouverture possible de relations diplomatiques avec la France ni sur une éventuelle participation française aux mesures d'aide économique mentionnées dans l'accord. Alors que le président américain George W. Bush ne fait pas référence à la résolution 1718 du Conseil de sécurité des Nations unies qui a mis en place des sanctions après l'essai nucléaire nord-coréen du 9 octobre 2006, le communiqué du ministère français des affaires étrangères insiste tout particulièrement sur l'obligation pour la Corée du Nord de se conformer à la résolution 1718.

#### Contacts diplomatiques
Malgré l'absence de relations diplomatiques complètes, des diplomates français effectuent des voyages officiels à Pyongyang. Du 29 janvier au 2 février 2008, une délégation du ministère français des affaires étrangères, qui comprenait deux sous-directeurs du ministère des Affaires étrangères (chargés respectivement de la zone Asie et de la coopération internationale et du développement), s'est ainsi rendue en Corée du Nord. La visite de Jack Lang, du 9 au 13 novembre 2009, a amené à la prise de décision française d'implanter plusieurs structures culturelles, un attaché humanitaire et d'offrir davantage d'aide à la Corée du Nord. Cependant, cet accord ne prévoit pas l'implantation d'une ambassade comme l'espérait le régime nord-coréen.